# Annonaria
580–584
Entités précédentes :
- Regio VIII Aemilia
- Regio X Venetia et Histria

Entités suivantes :
- Exarchat de Ravenne

L’Annonaria ou Annonaire était une éparchie (en) byzantine de l'Italie nord-orientale centrée sur Ravenne. Érigée en 580, durant l'Antiquité tardive, elle est fondue quatre ans plus tard dans l'exarchat de Ravenne.
Elle est homonyme du diocèse romain antérieur de l'Italie annonaire, lequel dépassait les frontières de l'ex-Cisalpine.

## Étymologie
L’annone désigne en latin la production agricole d'une année. L'adjectif annonarius qualifiait en l'espèce l'impôt prélevé par Rome dans la fertile plaine du Pô, soit les régions de Turin, Milan et Ravenne, sous la forme d'une quantité de blé fixée pour l'année, ou son équivalent comptable.

## Histoire
En 395, la division définitive de l'Empire romain, qui suit le décès de l'empereur Théodose, entraîne la disparition du diocèse de l'Italie annonaire, qui dépendait du préfet du prétoire d'Italie.
Les contours d'un territoire centré sur Ravenne sont redessinés une première fois vers 499, sous le règne de Théodoric le Grand, roi des Ostrogoths.
L'éparchie (en) est créée par l'empereur Tibère II Constantin aux alentours de 580 dans le cadre d'une réorganisation des territoires romains d'Orient d'Italie situés à l'est des Apennins.
Quelques années plus tard, Maurice, empereur romain d'Orient de 582 à 602, l'incorpore dans l'exarchat d'Italie, avec pour capitale Ravenne.

## Extension
L'Annonaire byzantine correspondait aux territoires de l'actuelle Romagne, aux côtes de la Vénétie et des Marches, ainsi qu'à la vallée moyenne du Pô aujourd'hui incluse dans la Lombardie.

### Sources
- (it) Cet article est partiellement ou en totalité issu de l’article de Wikipédia en italien intitulé « Annonaria (eparchia) » (voir la liste des auteurs) le 02/11/2012.

1. ↑  teodorico